# Rovesciata (singolo)
Rovesciata è un singolo del rapper italiano Rosa Chemical pubblicato il 14 gennaio 2019.

## Tracce
1. Rovesciata – 1:41